# Lapworth

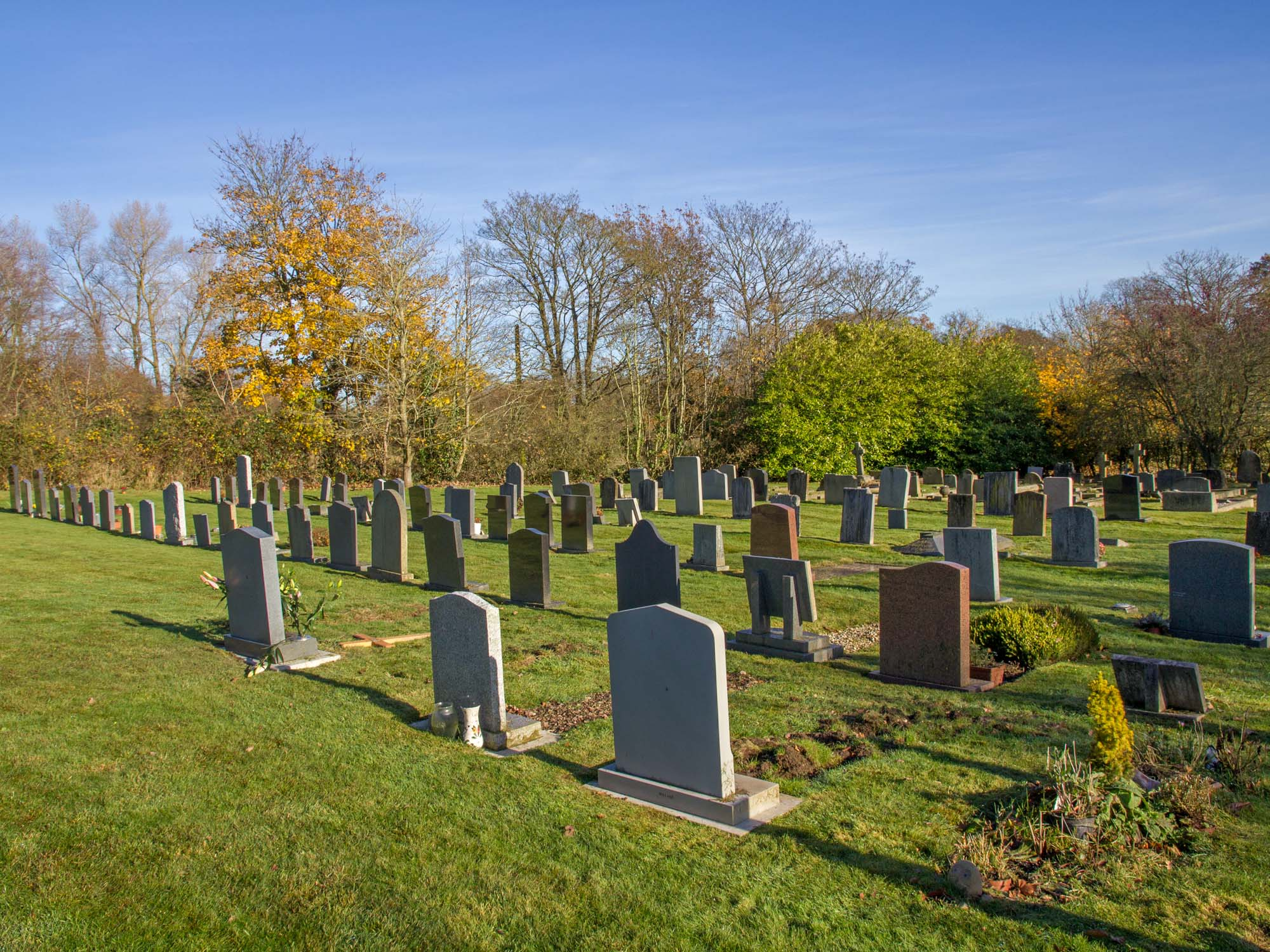
cmentarz w Lapworth

Lapworth – wieś w Anglii, w hrabstwie Warwickshire, w dystrykcie Warwick. Leży 14 km na północny zachód od miasta Warwick i 146 km na północny zachód od Londynu.